# Micromeeka minuta
Micromeeka minuta är en insektsart som beskrevs av Kenneth Hedley Lewis Key 1976. Micromeeka minuta ingår i släktet Micromeeka och familjen Morabidae. Inga underarter finns listade i Catalogue of Life.